# Ernst Kirschbichler
Ernst Kirschbichler (ur. 1905, zm. ?) – zbrodniarz nazistowski, członek załogi niemieckiego obozu koncentracyjnego Mauthausen-Gusen i SS-Oberscharführer (nr identyfikacyjny w SS: 300 287).
Obywatel austriacki. Przed wybuchem wojny pracował jako stolarz, murarz i kierownik budowy. Członek NSDAP (od 1938) i Waffen-SS (od 7 września 1939). Pod koniec września 1939 został skierowany do obozu głównego Mauthausen na stanowisko kierownika obozowego wydziału budowlanego, które sprawował do wyzwolenia obozu przez Amerykanów.
Kirschbichler został osądzony w proces załogi Mauthausen-Gusen (US vs. Peter Bärens i inni) przed amerykańskim Trybunałem Wojskowym w Dachau. Skazano go na 10 lat pozbawienia wolności za maltretowanie więźniów.